# Tobin-Steuer

Tobin-Steuer (Stand 2020)
EU-Länder für Finanztransaktionssteuer
EU-Länder gegen Finanztransaktionssteuer
Unentschlossene Euro-Mitgliedsländer
Unentschlossene nicht-Euro-Mitgliedsländer

Als Tobin-Steuer wird eine 1972 von dem US-amerikanischen Wirtschaftswissenschaftler James Tobin (1918–2002) vorgeschlagene, aber bisher nicht eingeführte Finanztransaktionssteuer auf internationale Devisengeschäfte bezeichnet. Tobin wollte durch eine sehr niedrige Steuer auf sämtliche internationale Devisentransaktionen die kurzfristige Spekulation auf Währungsschwankungen eindämmen. Er hoffte dadurch zu erreichen, dass die Wechselkurse von Währungen stärker die langfristigen realwirtschaftlichen Phänomene als die kurzfristigen spekulativen Erwartungen widerspiegeln. Eine solche Steuer senkt die Liquidität der Märkte. Werde die Liquidität zu niedrig, könne die Volatilität der Finanzmärkte (Währungsschwankungen) jedoch sogar steigen, wie bestimmte theoretische Annahmen und empirische Studien nahelegen.
Die frühere Forderung Tobins nach der Besteuerung des Devisenhandels wurde 1997 von Ignacio Ramonet in einem Artikel in der Zeitung Le Monde diplomatique aufgegriffen, der zur Gründung der globalisierungskritischen Organisation attac führte. Bis heute wird die Tobin-Steuer von Globalisierungskritikern als eine zentrale Forderung angesehen. Die Idee wurde Anfang 2012 von Frankreich und Deutschland im Hinblick auf die Länder der Eurozone erneut aufgegriffen.
Eine Alternative zur Besteuerung von Devisengeschäften ist die Bankenabgabe. Diese wurde in Deutschland aufgrund der Finanzkrise 2007 eingeführt und wird seit 2010 von Finanzdienstleistern und Kreditinstituten erbracht. Durch die Abgabe sollen die Kosten des systemischen Risikos des Kredit- und Handelsgeschäftes dem Finanzsektor auferlegt werden.

## Funktionsweise der Tobin-Steuer
Der von Tobin vorgeschlagene Steuersatz würde auf alle grenzüberschreitenden Geldtransfers weltweit einheitlich erhoben und läge zwischen 0,05 Prozent und 1,0 Prozent. Für konventionelle Transfers wie Direktinvestitionen oder die im Warenhandel anfallenden Transaktionen wäre diese Steuer vernachlässigbar gering, da die anfallenden Kosten im Verhältnis zu den pro Transaktion anfallenden Gewinnen nicht relevant sind. Bei spekulativen Transfers, die zur Gewinnerzielung auf geringe und kurzfristige Schwankungen von Kursen setzen (Daytrading), würden bereits Abgaben in der geringen Höhe einer Tobin-Steuer die je Transaktion nur sehr niedrigen Gewinne eliminieren.
Zur Illustration der besonderen Belastung kurzfristiger Transaktionen kann folgendes Rechenbeispiel dienen: Bei einer Tobin-Steuer in Höhe von 0,2 % pro Transaktion würde für einen Kapitalbetrag, der ein Jahr lang jeden Monat einmal international wandert, eine Belastung von ca. 12·0,2 = 2,4 % (genau: 1-(1-0,002)12 = 2,37 %) anfallen. Wenn der Betrag einmal wöchentlich transferiert wird, würde die Belastung auf ca. 52·0,2 % = 10,4 % (genau: 1-(1-0,002)52 = 9,89 %) wachsen. Bei einer Transaktion pro Arbeitstag würde der Betrag mit ca. 52·5·0,2 % = 52 % (genau: 1-(1-0,002)52·5 = 40,58 %) besteuert. Im Jahr 1996 waren über 80 % der weltweiten Devisentransaktionen „round-trips“, die längstens innerhalb einer Woche zwischen zwei Währungen hin und her pendelten.

## Bewertung

### Befürworter
Die Tobin-Steuer soll, so die Befürworter, den kurzfristigen Handel mit Devisen unterbinden, da dieser ihrer Meinung nach negative Auswirkungen auf Volkswirtschaften hat, nicht aber den für diese unbedenklichen längerfristigen Devisenhandel. Paul Krugman hält eine derartige Steuer für wirksam genug, um ultra-kurze Spekulationsfristen, die unerwünschte Wirkungen zeigten, zu begrenzen.
Seit den 90er Jahren kam es vor allem in Schwellenländern immer häufiger zu Währungskrisen, die nach Interpretation vieler Beobachter ihre Ursache nicht in realwirtschaftlichen Problemen oder wirtschaftspolitischen Fehlern, sondern in spekulativen Transaktionen hatten (z. B. Asienkrise, Tequila-Krise, Krisen in Russland, der Türkei, Brasilien, Venezuela). Die plötzlichen Abwertungen der betroffenen Währungen führten in den Ländern zu Kapitalknappheit, was negative Folgen für ihre Wirtschaftsentwicklung hatte. Durch eine Besteuerung der Kapitalströme sollte die Spekulation mit Devisen eingedämmt werden, um so die Volatilität der Märkte einzuschränken und den Einfluss der von Tobin so genannten Beauty-Contest-Spekulanten zu verringern. Mit relativ kleinen Gewinnen für die Kapitaleigner würden den Volkswirtschaften spürbare Verluste zugemutet, was Tobin als unverhältnismäßig bezeichnet.
Ein weiterer von Tobin eingebrachter Aspekt ist die Unterstützung nationaler Autonomie in der Fiskal- und Geldpolitik. Beide Bereiche werden durch Finanzmärkte massiv beeinflusst, die zum Beispiel eine Zentralbank durch Aufbau eines Abwertungsdrucks für eine Währung zwingen können, ihre Zinsen zu erhöhen.
Ein besonders in den Debatten unter Globalisierungskritikern wichtiger Aspekt ist der Einnahmeeffekt. Die Einnahmen aus einer EU-weiten Einführung würden bei einem Steuersatz von 0,01 % bei jährlich 38 Mrd. US-$ liegen, eine weltweite Einführung würde Erträge von etwa 125 Mrd. US-$ bringen. Erhoben werden könnten diese Steuern von einer internationalen Organisation wie der UNO, die sie auch gleichzeitig für sich selbst zur Finanzierung nutzen könnte. Häufig wird auch diskutiert, die Steuer beispielsweise über die Weltbank zur Entwicklungshilfe oder für Maßnahmen zum Umweltschutz zu verwenden.
Bei Tobin spielt die Verwendung der Steuer in seinem Konzept keine nennenswerte Rolle. Nur in Hinblick auf die Durchsetzung nennt er die Einnahmen als hilfreich, wenn die einzelnen sie eintreibenden Staaten sie als Anreiz zur Einführung selbst behalten dürften.
1995 war Tobin Mitautor einer Studie, der zufolge die Steuer von einer begrenzten Zahl Länder auch ohne einen weltweiten Konsens einzuführen ist. Kontrolliert und besteuert werden müsste hier der Verleih der betreffenden Währung an Banken und Bankfilialen außerhalb des betreffenden Wirtschaftsraums (etwa der EU).
Tobin selbst hat sich in den letzten Jahren seines Lebens von der Mehrheit der Befürworter der Tobin-Steuer distanziert, unter anderem, weil er seinen Namen von den globalisierungskritischen Bewegungen vereinnahmt sah und weil die Diskussion in wesentlichen Punkten und Zielsetzungen von seinem ursprünglichen Konzept abweicht, das die Steuerung von Devisenströmen im Blick hat und nicht die Finanzierung von Entwicklungshilfe. Die Wirkung der Tobinsteuer soll nach Tobin unabhängig von der Verwendung der gewonnenen Steuerbeträge vor allem der Wechselkursstabilität dienen. Umweltpolitik oder Wirtschaftsförderung ist nach Tobin allenfalls ein Nebeneffekt der Steuer.
Der ehemalige deutsche Sparkassenpräsident Heinrich Haasis sprach sich seinerzeit in Zusammenhang mit der Staatsverschuldung Griechenlands für die Einführung einer Transaktionssteuer als einer im Vergleich zu Gläubigerbeteiligung oder Bankenabgabe besseren Lösung aus.
In einem Gutachten, dessen Ergebnisse vom Bundestagsfinanzausschuss angehört wurden, zieht der Wormser Ökonomieprofessor Max Otte die Schlussfolgerung: „Die Finanztransaktionssteuer hat genau die beabsichtigte Lenkungswirkung: sie dämpft Spekulation und behindert Geschäfte mit einem Bezug zu Realwirtschaft wenig.“

#### Spahn-Steuer
Paul Bernd Spahn, Inhaber des Lehrstuhls für öffentliche Finanzen an der Johann-Wolfgang-Goethe-Universität Frankfurt am Main, veröffentlichte 2002 im Auftrag des Bundesministeriums für wirtschaftliche Zusammenarbeit und Entwicklung (BMZ) eine Machbarkeitsstudie in Bezug auf die Tobin-Steuer. Die von ihm vorgeschlagene Steuer hat sich inzwischen unter den Befürwortern einer Devisenbesteuerung weitgehend durchgesetzt.
Spahn empfahl die Einführung einer politically feasible Tobin Tax (deutsch politisch machbare Tobin-Steuer, kurz PFTT). Diese sollte hauptsächlich der Einnahmeerzielung und dem allgemeinen Eindämmen spekulativer Transaktionen dienen. Sie sollte in Schwellenländern mit einer zweiten Steuer kombiniert werden (der exchange rate normalization duty, deutsch Abgabe zur Normalisierung des Wechselkurses, kurz ERND), die die Entstehung von Währungskrisen verhindern sollte. Mit der ERND reagiert Spahn auf das Problem, dass eine Tobin-Steuer wegen ihres geringen Steuersatzes bei Eintreten einer Währungskrise die starken Schwankungen des Wechselkurses nicht verhindern kann. Sein Konzept ist auch unter dem Namen Tobin cum circuit breaker bekannt.
Bei der Einführung einer ERND würde für die Währung des betreffenden Landes ein Korridor definiert (siehe auch: Wechselkursbandbreite), in dem sie im Verhältnis zu einer durch die Zentralbank festgelegten Ankerwährung schwanken darf. Dieser Korridor würde, um eine Anpassung des Wechselkurses an realwirtschaftliche Verhältnisse zu ermöglichen, einen gleitenden Durchschnitt beispielsweise des Kurses der letzten zwanzig Tage darstellen. Weicht der Wechselkurs von diesem Korridor ab, wird die Differenz zwischen dem Wechselkurs und dem Zielkorridor mit einer bis zu 100%igen Steuer belegt. Hierdurch würde nach Spahn eine Abweichung des Wechselkurses aus dem Zielkorridor und die Entstehung von Währungskrisen zumindest in Abwesenheit ernster struktureller Fehler im Finanzsystem des betreffenden Landes verhindert.
Der wissenschaftliche Beirat beim BMZ bewertete die Studie kritisch und schloss negative Auswirkungen auf entwicklungspolitische Ziele nicht aus. Auch für Spahn stellte die Tobin-Steuer kein geeignetes Instrument der Entwicklungspolitik dar. Wie auch Tobin kritisiert er die ideologischen Elemente in der Diskussion. Für ihn ist die politische Verwirklichung von Menschenrechten, Demokratie und Bildung hilfreicher als der unkontrollierte Zufluss von Kapital.

### Empirische Wirtschaftsforschung zur Wirksamkeit der Tobin-Steuer
In der internationalen Wirtschaftsforschung gibt es mittlerweile eine Reihe von Fallstudien, in denen der Zusammenhang zwischen Transaktionskosten und Volatilität der Finanzkurse empirisch untersucht wird. Diese Fallstudien basieren auf regulativen Veränderungen des elektronischen Marktprozesses, die in den 90er Jahren an zahlreichen Börsen zur Verringerung der Transaktionskosten vorgenommen wurden. Einige Resultate zeigen einen positiven Zusammenhang zwischen Transaktionskosten und der Volatilität (Schwankungsbreite) des Marktpreises.
Eine Zahl von Wirtschaftswissenschaftlern stellt daher in Frage, ob höhere Transaktionskosten tatsächlich eine Stabilisierung der Finanzmärkte mit sich bringen können. Beispielhaft ist die Untersuchung von Hau (2006). Das Ergebnis der Studie besagt, dass eine Erhöhung der tick size (kleinstmögliche Preisänderung) zu einer Verstärkung der Volatilität an der Pariser Börse führte, ein Ergebnis, das sich nach Meinung des Autors auch auf andere Märkte übertragen lässt.
Andere Forschungen ergaben, dass Veränderungen der Volatilität je nach Marktgröße und Ausweichmöglichkeiten (Steuerparadiesen) unterschiedlich ausfallen.

### Kritik
Das größte Problem der als idealtypische Theorie konzipierten Tobin-Steuer liegt für viele Kritiker in der schwierigen weltweiten Umsetzbarkeit, da die Steuer nur in vollständigem internationalen Einklang sinnvoll einzuführen sei. Selbst wenn die wichtigsten Wirtschaftsnationen in dieser Frage einen Konsens erreichen sollten, bestehe bei einem einzelnen Land, das sich der Umsetzung verschließt, die Gefahr der Abwanderung des Devisenhandels in Offshore-Finanzplätze, womit er einer sinnvollen Regulierung vollkommen entzogen wäre.
Kritisiert wird häufig auch, dass ein großer Teil der kurzfristigen Geschäfte mit kleinen Gewinnspannen Ungleichgewichte an den Devisenmärkten behebt (vgl. Arbitragehandel) und somit auch positive Auswirkungen auf die Wirtschaft haben kann. Die Tobin-Steuer würde diese Geschäfte stören und damit Wechselkursschwankungen sogar verstärken. Empirisch wird diese Kritik durch Forschungen zum Zusammenhang zwischen der Höhe der Transaktionskosten und der Volatilität der Kurse gestützt.
Grundsätzlich schaffen Spekulanten durch ihren Handel zusätzliche Liquidität und sorgen so dafür, dass z. B. normale Käufer oder Verkäufer von Währungen nahezu immer auf einen Handelspartner treffen. Eine Tobin-Steuer würde die Zahl der Spekulanten und damit die Liquidität senken und somit (neben der Tobin-Steuer selbst) für höhere Kosten beim Handel sorgen.
Auch würde die Steuer in ihrer nicht-modifizierten Form (diese Kritik trifft nicht auf die Spahn-Steuer zu, s. o.) tatsächliche Währungskrisen, wie sie beispielsweise 1998 in Südostasien auftraten, kaum beeinflussen können, da bei sehr starken Schwankungen im relativen Wert der verschiedenen Währungen die möglichen Gewinne oder Verluste von Währungsspekulanten so stark ansteigen, dass eine niedrige Steuer wie die von Tobin vorgeschlagene kaum einen mäßigenden Effekt hätte.
Teilweise wird aber auch allgemein die Vermeidung von Währungskrisen durch Kapitalverkehrskontrollen als nicht sinnvoll angesehen. Währungskrisen sind nach dieser Lesart allein die Folgen einer verfehlten Wirtschaftspolitik, die in jedem Fall irgendwann eintreten würden und in den relativ labilen Finanzmärkten zuerst deutlich würden. Dies war auch die Meinung des IWF während der verschiedenen Finanzkrisen der letzten Jahre. Hierzu muss allerdings angemerkt werden, dass diese Position auch von liberalen Wirtschaftswissenschaftlern wie Jagdish Bhagwati oder Paul Volcker und Zeitschriften wie beispielsweise dem Economist abgelehnt wird.
Zusätzlich besteht die Kritik, das Ziel der Steuer sei lediglich eine Erhöhung der Steuereinnahmen. Der Aufwand zur Erhebung der Steuer sei unter diesem Gesichtspunkt zu hoch, da die Erschließung anderer Einnahmequellen (etwa durch Erhöhung bereits bestehender Steuern) effizienter wäre.

## Umsetzung
Sowohl die Parlamente von Frankreich als auch Belgien haben die Einführung der Tobin-Steuer beschlossen, allerdings nur, wenn alle EU-Mitgliedsländer diese einführen. Ende Januar 2005 haben sich zuerst Frankreichs damaliger Staatspräsident Jacques Chirac und anschließend auch der damalige Bundeskanzler Gerhard Schröder erstmals für eine Besteuerung internationaler Devisengeschäfte zugunsten von Entwicklungsländern ausgesprochen. Kritiker meinen, dies sei vor dem Hintergrund zu sehen, dass eine solche Steuer international nicht konsensfähig sei, da sie vor allem von der amerikanischen Regierung abgelehnt werde und somit keine Aussicht auf Realisierung solcher Vorschläge bestehe. Mittlerweile hat auch ein Umdenken bei den konservativen deutschen Parteien eingesetzt, so forderte der Europaparlamentarier Manfred Weber (CSU, Innenpolitischer Sprecher der EVP-Fraktion) die Einführung der Spahn-Steuer.
Der damalige österreichische Bundeskanzler Schüssel hat im Juli 2005 vorgeschlagen, die EU möge die Tobin-Steuer einführen. Damit solle sich die EU eigene Mittel verschaffen können. Und – das war das eigentliche Ziel Schüssels – damit wäre die Budgetplanung der EU wesentlich konfliktfreier. Im Januar 2008 wurde die Idee einer EU-weiten Devisen-Transaktionssteuer im Rahmen des „Ökosozialen Forums Europa“ erneut von Kanzler Alfred Gusenbauer (SPÖ) und Vizekanzler Wilhelm Molterer (ÖVP) aufgegriffen. Gusenbauer bekräftigte dazu in einem Interview, dass sich die österreichische Bundesregierung im Rahmen der europäischen Institutionen für die Durchführbarkeit und einheitliche Umsetzung einer solchen EU-weiten Steuer einsetzen werde. Die EU-Kommission sprach sich trotzdem bisher gegen die Einführung einer Tobin-Steuer aus.
In der Schweiz gibt es die Stempelabgaben. Sie werden einerseits in Form der Emissionsabgabe auf die Ausgabe von Beteiligungsrechten (z. B. Aktien) sowie andererseits in Form der Umsatzabgabe auf den Handel mit Beteiligungsrechten sowie weiteren Urkunden wie insbesondere Obligationen erhoben. Insbesondere letztere Steuer kennt jedoch eine Vielzahl von Ausnahmen.
Auch der ehemalige Präsident Brasiliens Luiz Inácio Lula da Silva und der ehemalige Präsident Venezuelas Hugo Chávez haben sich während ihrer Amtszeit für eine Einführung ausgesprochen.
In Kanada hat das House of Commons 1999 eine Resolution verabschiedet, in der die Regierung aufgefordert wird, die Steuer „in Abstimmung mit der internationalen Gemeinschaft“ einzuführen.
Mitte November 2009 brachte eine Gruppe von sieben demokratischen Kongressabgeordneten einen Gesetzesvorschlag mit der Bezeichnung „Let Wall Street Pay for the Restoration of Main Street Act“ ein, der eine Besteuerung von Börsentransaktionen vorsieht.
Am 17. Oktober 2009 startete die Kampagne „Steuer gegen Armut“ mit einem Offenen Brief an die Koalitionsparteien der Bundesregierung mit der Forderung, sich für eine Finanztransaktionssteuer einzusetzen. Diese Kampagne lancierte am 6. November 2009 eine Online-Petition mit folgender Aufforderung: „Der Deutsche Bundestag möge beschließen: Bundesregierung und Bundestag werden aufgefordert, eine Finanztransaktionssteuer einzuführen und dafür einzutreten, dass sie auch von anderen Ländern umgesetzt wird. Diese Steuer bezieht alle spekulationsrelevanten Finanztransaktionen ein. Bis diese Steuer EU- oder weltweit umgesetzt ist, sollen auf nationaler Ebene vorbereitende Schritte unternommen werden, z. B. unterstützende parlamentarische Entschließungen oder die Einführung einer Börsenumsatzsteuer.“ Die Online-Petition war erfolgreich, so dass sich der Bundestag damit beschäftigen muss.
Während der UN-Klimakonferenz in Kopenhagen im Dezember 2009 entschied die EU, sich für die Steuer auszusprechen und forderte den Internationalen Währungsfonds auf, die Einführung der Steuer in Angriff zu nehmen. Laut der Europäischen Union könne so Geld für den Klimaschutz bereitgestellt werden.
Anfang 2010 sprach sich auch die CSU für eine Einführung einer Spekulationssteuer aus: „Wir müssen das Casino ein für allemal zusperren“. Am 8. Februar 2010 distanzierte sich Bundesfinanzminister Schäuble jedoch von der Einführung einer Tobinsteuer. Bundeskanzlerin Merkel erklärte sich gegenüber den EU-Partnern bereit, die Einführung einer Finanztransaktionssteuer zu prüfen.
Im Mai 2010 einigte sich die in Berlin regierende Koalition aus CDU, CSU und FDP auf die Forderung nach einer internationalen Finanzmarktsteuer, ließ aber offen, ob es sich dabei um eine Finanztransaktions- oder Finanzaktivitätssteuer (Besteuerung der Gehälter und Boni von Bankmanagern) handele.